# Mississippi Sea Wolves
Die Mississippi Sea Wolves waren eine US-amerikanische Eishockeymannschaft aus Biloxi, Mississippi. Das Team spielte von 1996 bis 2005 und von 2007 bis 2009 in der ECHL.

## Geschichte
Die Mississippi Sea Wolves wurden 1996 als Franchise der East Coast Hockey League gegründet. Ihre erfolgreichste Spielzeit absolvierte die Mannschaft, als sie in der Saison 1998/99 nach einem zweiten Platz in der Southwest Division in den Playoffs zunächst ein Freilos hatte, ehe sie durch Siege über die South Carolina Stingrays, Florida Everblades und Pee Dee Pride ins Finale um den Kelly Cup einzog, indem sie sich knapp mit 4:3 Siegen in der Best-of-Seven-Serie gegen die Richmond Renegades durchsetzen konnte. In der Serie hatte Richmond bereits mit 3:1 Siegen vorne gelegen und auch in Spiel 7 fiel die Entscheidung erst in der Overtime. In den folgenden Jahren konnte das Team nicht mehr an diesen Erfolg anknüpfen. Einzig die Saison 2001/02, in der man dem späteren Kelly-Cup-Sieger Greenville Grrrowl erst in der vierten Playoff-Runde unterlag, war ähnlich erfolgreich. 
Der Hurrikan Katrina verursachte im August 2005 schwere Schäden am Mississippi Coast Coliseum, dem Spielort der Sea Wolves, die daraufhin zwei Jahre lang inaktiv waren. Unter anderem wurden Büros, Umkleiden und eine umfangreiche Eishockey-Ausstattung samt den zwei Zambonis zerstört. Nach umfangreichen Renovierungsmaßnahmen konnte der Spielbetrieb zur Saison 2007/08 aufgenommen werden. Nachdem im März 2009 bereits der Rückzug aus der ECHL verkündet worden war, verkündete das Management der Sea Wolves im Frühjahr 2009, dass mit den Mississippi Surge aus der Southern Professional Hockey League ein neues Franchise in Biloxi angesiedelt und die Tradition der Sea Wolves fortführen werde.

## Team-Rekorde

### Karriererekorde
Spiele: 500  Patrick Rochon
Tore: 117  Steffon Walby
Assists: 196  Patrick Rochon
Punkte: 270  Steffon Walby
Strafminuten: 861  Roger Maxwell

## Ehemalige Spieler
Folgende Spieler, die für die Mississippi Sea Wolves aktiv waren, spielten im Laufe ihrer Karriere in der National Hockey League:
| - Chris Allen - Bates Battaglia - François Beauchemin - Sheldon Brookbank - Stéphane Charbonneau - Jeremy Duchesne - Kevin Evans - Dan Focht - Trevor Gillies - Riku Helenius - Scott Jackson - Michail Krawez - Jay Leach | - Jason Morgan - Jan Němeček - Brad Ralph - Jeff Rohlicek - Jay Rosehill - Michael Ryder - Philippe Sauvé - Chris Schmidt - Travis Scott - Rob Skrlac - Radek Smoleňák - Matt Underhill |